# Răzvan Toma
Răzvan Toma (n. 8 aprilie 1964, București) este un jurnalist sportiv, realizator de emisiuni radio.

## Biografie
Răzvan Toma s-a născut la 8 aprilie 1964, la București. A crescut într-o familie de intelectuali în care sportul era foarte prețuit. Așa că încă de copil a asistat la nenumărate discuții legate de sport purtate la diversele reuniuni de familie, care l-au fascinat și aveau să-l influențeze mai târziu să se îndrepte spre jurnalistica sportivă. Cel mai „vinovat” de... îndoctrinarea lui cu sport, mai ales cu fotbal, a fost bunicul său matern, Tudor Calangiu, căruia și pentru acest lucru i-a purtat o recunoștință veșnică.
După ce a absolvit Liceul „Tudor Vladimirescu” din București, s-a îndreptat spre o facultate tehnică, pentru că la acea vreme, cine voia să devină ziarist, avea singura opțiune de a face Academia politică „Ștefan Gheorghiu”. Opțiune pe care a refuzat-o. Așa că avea să absolve în 1989 Facultatea TCM, secția Mașini-Unelte, din cadrul Institutului Politehnic București. Însă din 1986, a colaborat constant cu cotidianul Sportul (devenit după 1989 Gazeta sporturilor), precum și la Programul Loto-Prono.
După terminarea facultății a lucrat o scurtă perioadă ca inginer tehnolog stagiar la UCM Reșița, după care în aprilie 1990, a fost angajat ca redactor la secția internațională de la Gazeta sporturilor. Apoi, alături de alți colegi, în septembrie 1991 a înființat săptămânalul Fotbal Plus, la care între 1993 și 1994 a fost redactor-șef adjunct. În 1994, a trecut la Sportul Românesc, în 1996 a fost membru fondator și pentru scurt timp redactor-șef adjunct la Sport XXI, înainte de a se reîntoarce în același an la Gazeta Sporturilor. În 2003 a trecut la Prosport, atunci când s-a făcut acea rocadă de colective redacționale cu Gazeta Sporturilor. Între 2004 și 2006 a lucrat la săptămânalul Sport Plus. A colaborat de-a lungul timpului cu mai multe publicații, dar și posturi TV, printre care Adevărul, Evenimentul zilei, Libertatea, respectiv ProTV. Din 2013 este redactor la lunarul 100%Sport România (care înainte s-a numit Ilfov Sport). Iar din 2021, este realizator de emisiuni radio la Sport Total FM (cu care între 2008 și 2011 colaborase).
Specialist în statistica sportivă, la începutul anilor 90 a readus în atenție acest segment de presă, care căzuse într-o ignorare aproape totală. Astfel, de-a lungul timpului a realizat îmbunătățiri în domeniu, la prezentarea casetelor de meci dar și a altor elemente specifice, punând totodată la punct și corectând numeroase erori, unele chiar istorice, greșit împământenite. De altfel, în 1990 a fondat, împreună cu alții (Dan Ov. Cristea, Eugen Petrescu, Ion Cârstea, Romeo Ionescu, printre alții) Comisia de Istorie și Statistică a FRF, căreia i-a fost președinte, între 2011 și 2014 (an în care a fost desființată de administrația Burleanu).
Dincolo de multele materiale jurnalistice de sport, cronici de meciuri, reportaje, statistici, a realizat o mulțime de interviuri cu oameni de cultură, actori, regizori, muzicieni, oameni din mass-media etc.
A fost corespondentul în România pentru publicații din străinătate precum Don Balón din Spania, A Bola din Portugalia, dar și al agenției PA Media din Marea Britanie. A scris mai multe cărți, iar la altele a fost coordonator (la ultimele ediții ale Anuarul Fotbalului Românesc apărute), pentru două dintre ele primind premii din partea Asociației Presei Sportive din România (APS). Iar în 2022 a primit premiul APS pentru întreaga carieră.
La ampla lucrare Istoria fotbalului românesc, editată de FRF, cu ocazia împlinirii centenarului în 2009, protocolul l-a trecut la colaboratori, cu toate că împreună cu Dan Ov. Cristea a avut cel mai mare aport la realizarea ei. De asemenea, la ediția a treia a lucrării Fotbal de la „A la Z”  (una dintre cărțile pentru care a fost premiat de APS), la rugămintea co-autorului Mihai V. Ionescu a acceptat să îl adauge la realizatori și pe Mircea Tudoran, cu toate că acesta nu a avut vreo contribuție la respectiva lucrare. Tudoran avusese un important aport la al doilea volum, apărut în anii comuniști, dar din cauză că rămăsese în străinătate, autoritățile de-atunci nu au mai permis apariția numelui său la autori. Așa că Ionescu a vrut să facă o reparație morală, ceea ce Toma a acceptat.
A colaborat la importante lucrări ale fotbalului mondial precum “A-Z del Futbol Europeo”, “European Football Yearbook”, “L’Atlas Mondial du Football”.

## Emisiuni radio
- Trafic Sport (din 2021) pe Sport Total FM împreună cu Horațiu Sima, Ionel Luțan, Cosmin Aioniță
- Liga de Weekend (din 2021) pe Sport Total FM

## Viață personală
O parte a copilăriei a petrecut-o cu familia în Algeria (în orașul Jijel sau Djidjelli, cum se numea pe-atunci) unde tatăl său, Iulian Toma a lucrat ca inginer topograf, fiind unul dintre cei mai buni specialiști pe care i-a dat școala românească de mine (fiind prima generație de topografi din România). Datorită acestui lucru, după întoarecerea în țară, în perioada școlii lui Răzvan i se mai spunea și „Algerianu”.
Este căsătorit cu Anca, cu care are două fete, Silvia și Patricia.